# Список женщин Библии

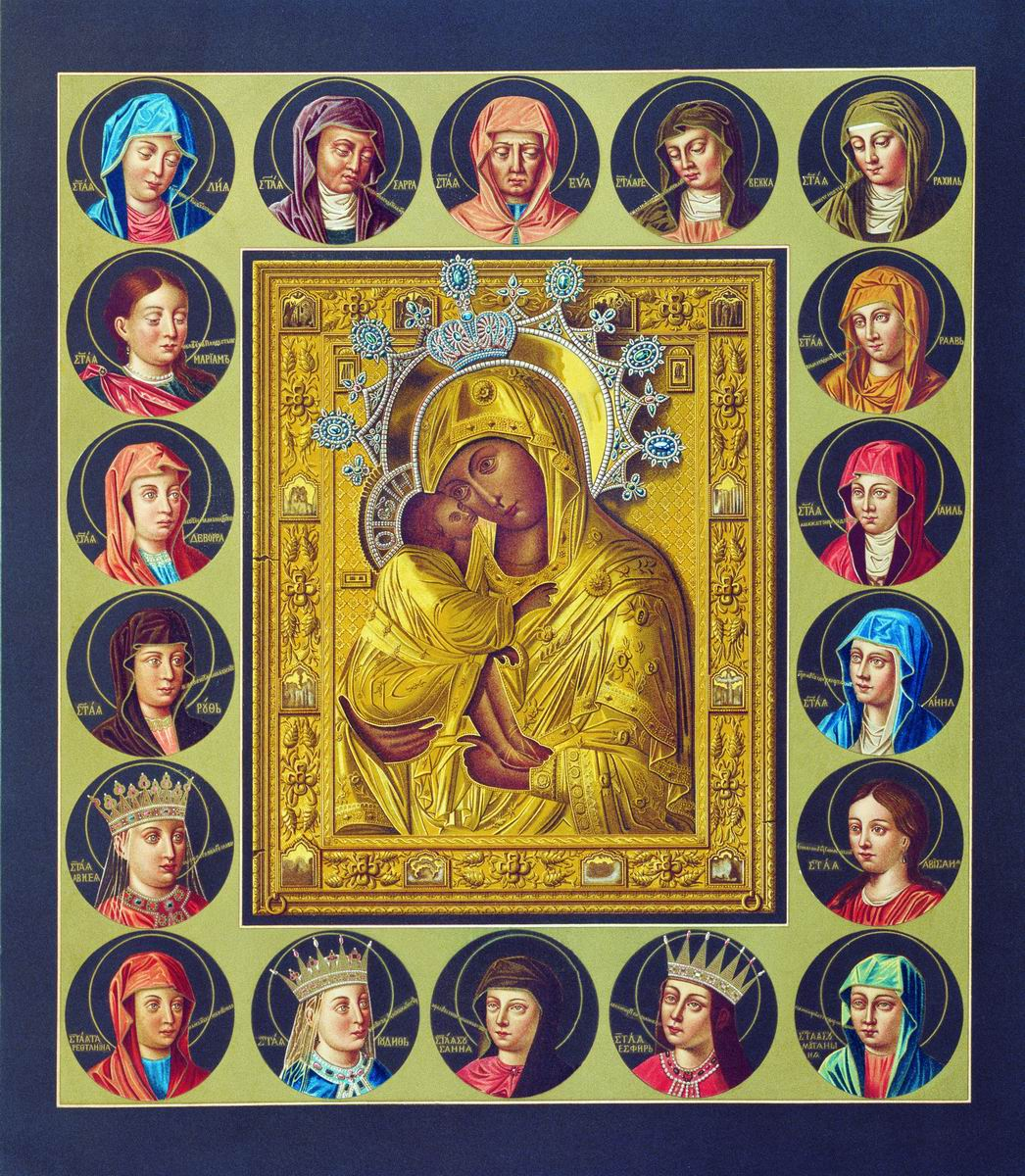
Шуйская-Смоленская икона Божией Матери в раме с образами праматерей и пророчиц (из местного ряда Благовещенского собора Кремля).
В клеймах изображены 18 женщин Ветхого Завета: Лия, Сарра, Ева, Ребекка, Рахиль; Мариам, Деборра, Руфь, Авигея; Раав, Иаиль, Анна, Ависанна; Сарептская вдова, Иудифь, Сусанна, Эсфирь, Сунамитянка

Список женщин Библии включает перечисление персонажей Священного Писания, с которыми связаны какие-либо сюжеты. Имена, упомянутые лишь в генеалогических списках, по преимуществу отсутствуют.
Некоторые из женщин, упомянутых в тексте, остаются безымянными, их имена позднее бывали предложены апокрифами и мидрашами.

## Ветхий Завет
Большинство из женщин, фигурирующих в Ветхом Завете как самостоятельные персонажи, почитаются как пророчицы или праматери.

### Пятикнижье
- Женщины Адама:
  - Ева
- Женщины Ламеха (6-е колено от Адама):
  - Ада — первая жена Ламеха. Хронологически второе женское имя, упомянутое в Библии
  - Цилла — вторая жена Ламеха
  - Ноема — дочь Ламеха, по одному из мидрашей — жена Ноя
- Женщины Ноя (9-е колено от Адама):
  - Мать Ноя (апок. Бат-Енох)
  - Жена Ноя (более 100 вариантов имени в мидрашах)
  - Женщины на борту Ноева ковчега (en) — жена Ноя и три её невестки
- Женщины Авраама:
  - Сарра — жена
  - Агарь — наложница
  - Хеттура — жена после смерти Сарры
  - Милка — племянница, бабушка Ревекки
- Женщины Лота, племянника Авраама:
  - Жена Лота
  - Дочери Лота:
    - Старшая дочь Лота, родоначальница моавитян
    - Младшая дочь Лота, родоначальница аммонитян
- Ноема — сестра Тувалкаина
- Женщины Исаака, сына Авраама:
  - Ревекка — жена Исаака
  - Девора — служанка Ревекки
  - Жёны Исава — три невестки Исаака с двумя наборами имен (Васемафа, Иегудифа и Махалафа / Ада, Оливема Ви асемафа )
- Женщины Иакова, сына Исаака:
  - Лия — первая жена
  - Рахиль — любимая жена
  - Валла, служанка Рахили
  - Зелфа, служанка Лии
  - Дочери Иакова:
    - Дина, дочь Иакова и Лии, единственная упомянутая по имени дочь
    - Серах, дочь Асира (Ашера), внучка Иакова
- Фамарь — невестка Иуды
- Женщины Иосифа, сына Иакова:
  - Жена Потифара — его хозяйка
  - Асенефа, его жена
- Женщины Моисея:
  - Иохаведа, мать
  - Мириам, сестра
  - Дочь фараона (апок. Бифья), приёмная мать Моисея, жена Мереда из Иудина колена
  - Сепфора, жена
  - Элишева (жена Аарона)
- Дочери Салпаадовы (Чисел 27) — Махла, Ноа, Хогла, Милка и Фирца, иллюстрация юридического прецедента выморочного имущества.

### Книга Иисуса Навина
- Раав, блудница

### Книга Судей
- Девора, пророчица
- Иаиль, убившая молотком полководца Сисару
- Дочь Иеффая, принесена Иеффаем по обету в жертву
- Жена Маноаха (по мидрашам её имя Цлелпонис или Ацлелпони) — мать Самсона, которой явился ангел
- Далила
- Наложница левита

### Книга Руфи
- Руфь — праведная вдова
- Ноеминь — её свекровь
- Орфа — вторая невестка Ноемини, станет матерью Голиафа

### Книги Царств
- Анна, мать пророка Самуила
- Аэндорская волшебница
- Женщины царя Саула:
  - Ахиноама, дочь Ахимааца — жена

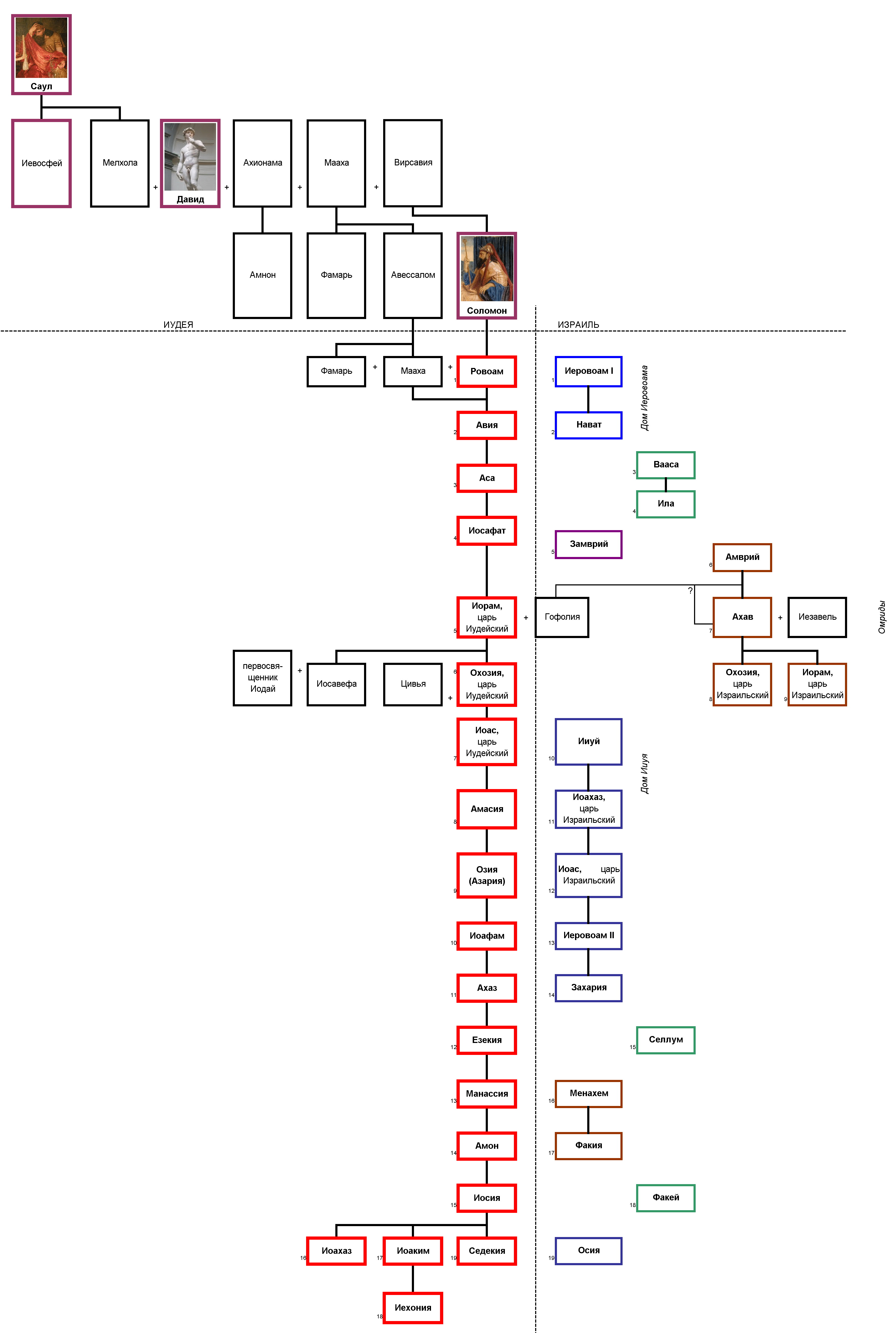
В родословиях царей Израиля и Иудеи упоминаются лишь несколько женских имен.

  - Мелхола — дочь Саула, первая жена Давида
  - Рицпа, дочь Айя — наложница
- Женщины царя Давида:
  - Мать царя Давида (апок. Нацевет бат Адаэль)
  - Авигея — сестра Давида
  - Саруия — сестра Давида
    - Его жены и наложницы:

  - Авигея Кармилитянка — жена обвинённого Навала, затем жена Давида
  - Ависага Сунамитянка — служанка старика Давида, согревавшая ему постель
  - Аггифа — жена Давида, мать Адонии
  - Ахиноама из Изрееля
  - Вирсавия — жна Урии Хеттеянина, затем жена Давида, мать Соломона
  - Мааха — жена Давида, мать Авессалома, дочь Талмая, царя Гессура
  - Мелхола — царевна, дочь Саула, первая жена Давида
  - Эгла
    - Его дочери и внучки:

  - Мааха — внучка Давида, дочь Авессалома
  - Фамарь — дочь Давида и Маахи (1-й), была обесчещена своим единокровным братом Амноном
  - Фамарь — внучка Давида, дочь Авессалома, жена 1-го иудейского царя Ровоама, мать 2-го иудейского царя Авии.
- Женщины царя Соломона:
  - Царица Савская
  - Наама[англ.] — жена Соломона, мать Ровоама. Единственная из множества жён Соломона, упомянутая по имени.
  - Дочь фараона (жена Соломона)
  - Суламифь — возлюбленная царя Соломона в книге «Песнь песней».
    - Его дочери:
      - Тафафь (3-я Царства 4;11)
      - Васемафа — жена первосвященника Ахимааса (3-я Царства 4;15)
- Иудея (Южное царство):
  -  Фамарь — внучка Давида, дочь Авессалома, жена 1-го иудейского царя Ровоама, мать 2-го иудейского царя Авии.
  -  Гофолия (Аталия), жена 5-го иудейского царя Иорама, мать 6-го царя Охозии. Убивала всех потомков Давида. Казнена мечом.
  -  Цивья — жена 6-го иудейского царя Охозии, мать 7-го иудейского царя Иоаса
  - Иосавеф — дочь 5-го иудейского царя Иорама, жена первосвященника Иодая, спасительница малолетнего Иоаса
- Израиль (Северное царство):
  -  Иезавель — развратная царица, жена израильского царя Ахава

### 3-я и 4-я книги Царств
- Олдама, пророчица
- Сонамитянка, благочестивая женщина, оказавшая гостеприимство пророку Елисею
- Сарептская вдова, благочестивая женщина, оказавшая гостеприимство пророку Илии, воскресившему её сына

### Книга Иудифи
- Юдифь

### Книга Есфири
- Астинь, первая жена царя
- Есфирь

### Книги пророков
- Сусанна, обвинённая старцами
- Ноадия, лжепророчица

## Новый Завет

### Евангелия
- Праведная Елисавета
- Анна, пророчица
- Мать Богородицы (по апокрифам — Святая Анна)
- Женщины Ирода:
  -  Иродиада
  - Саломея
- Евангельские Марии:
  - Дева Мария
  -  Мария Магдалина
  - Мария Клеопова
  - Мария Иаковлева — мать апостола Иакова Алфеева (Мк. 15:40, Мк. 16:1, Лк. 24:10), в православии и католицизме отождествляется с Марией Клеоповой
  - Мария Зеведеева — см. в ст. Мария Клеопова, отождествляется с Саломией Мироносицей (см. ниже)
  - Марфа и Мария
- Сёстры Христа (Мк. 6:3, Мф. 13:56)
- Бедная вдова со своей лептой
- Женщина у колодца — безымянная в тексте, в церковной традиции получила имя Фотина Самаряныня
- Персонажи деяний Иисуса Христа (чудес и притч):
  - Тёща апостола Петра, исцелённая Христом (Мф. 8:14)
  - Вдова Наинская
  - Кровоточивая женщина — безымянная в тексте, в церковной традиции получила имя Вероника
  - Хананеянка (сирофиникиянка), из дочери которой Христос изгнал беса (Мф. 15:22, Мк. 7:26)
  - Грешница, обвинённая в прелюбодеянии
  - Воскрешённая Христом дочь Иаира (Мф. 9:18; Мк. 5:22; Лк. 8:41)
  - Согбенная женщина, исцелённая Христом (Лк. 13:11-13)
  - Десять дев
- Жёны-мироносицы:
  - Иоанна Мироносица
  - Саломия Мироносица (Мк. 15:40, Мк. 16:1) — мать апостолов Иакова Зеведеева и Иоанна Богослова (Воанергес)[1], отождествляется с Марией Зеведеевой (см. в ст. Мария Клеопова) и Саломеей-повитухой
- Жена Понтия Пилата (апок. Клавдия Прокула)
- Раба придверница, искусившая апостола Петра
- Сусанна (Лк. 8:3)

### Деяния апостолов
- Береника — дочь Ирода Агриппы I
- Друзилла — дочь Ирода Агриппы I, жена Марка Антония Феликса (Деян. 24:24)
- Вдовы эллинистов, жалобы на обделение которых привели к учреждению чина диакона (Деян. 6:1)
- Кандакия
- Мария, мать апостола Марка (Деян. 12:12)
- Лидия из Фиатир
- Прискилла — жена Акилы, апостола от 70
- Сапфира — персонаж деяний апостола Петра
- Святая Тавифа
- Рода (Деян. 12:13)
- Служанка-прорицательница (Деян. 16:16)
- Знатные и «эллинские почётные» женщины, уверовавшие после проповедей апостола Павла в Фессалониках (Деян. 17:4, 12)
- Дамарь (Деян. 17:34)
- Четыре дочери апостола Филиппа, пророчицы (Деян. 21:9)
  - Ермиония Ефесская
- Сестра апостола Павла (Деян. 23:16)

### Послания апостолов
- «Избранная госпожа», которой адресовано Второе послание апостола Иоанна (2Ин. 1:1) и её сестра (2Ин. 1:13)
- Фива (Рим. 16:1)
- Мария, или Мариам (Рим. 16:6)
- Юния (Рим. 16:7)
- Трифена, Трифоса и Персида (Рим. 16:12)
- Мать апостола Руфа и мать апостола Павла (Рим. 16:13)
- Юлия и сестра Нирея (Рим. 16:15)
- Хлоя (1Кор. 1:11)
- Жёны сводных братьев Христа (апостолов Иакова, Иосии, Иуды и Симеона) и апостола Петра (1Кор. 9:5)
- Еводия и Синтихия (Флп. 4:2)
- Диакониссы[2] (1Тим. 3:11)
- Лоида — бабушка апостола Тимофея, Евника — его мать (2Тим. 1:5)
- Клавдия (2Тим. 4:21)
- Апфия Колосская — равноапостольная (Флм. 1:2)

### Откровение
- Вавилонская блудница — символический образ
- Жена, облечённая в солнце — символический образ
- Иезавель (гл. 2)
- Невеста Агнца (гл. 19)